# Hordanes Land
Hordanes Land è il primo EP del gruppo musicale norvegese Enslaved, è stato pubblicato nel 1993 dalla Candlelight Records.
Subito dopo, uscì sotto forma di Split con gli Emperor.
Fu rimasterizzato e pubblicato nel 2004 assieme al primo album Vikingligr Veldi.
Nel 2009 fu ri-pubblicato, anche, in versione CD.

## Tracce
1. Slaget i skogen bortenfor (Epilog / Slaget) – 13:10
2. Allfáðr oðinn – 7:51
3. Balfár (Andi fara / prologr) – 9:50

## Formazione
- Grutle Kjellson - voce, basso
- Ivar Bjørnson - chitarra, tastiere, sintetizzatore
- Trym Torson - batteria